# Trần Hưng Đạo
Trần Hưng Đạo (chữ Nho: 陳興道; 1226 – 1300) (tên thật là Trần Quốc Tuấn (chữ Nho: 陳國峻), tước hiệu Hưng Đạo đại vương) là một nhà chính trị, nhà quân sự, tôn thất hoàng gia Đại Việt thời kỳ nhà Trần. Sau khi qua đời dân gian đã suy tôn ông thành Đức Thánh Trần (德聖陳) hay còn gọi là Cửu Thiên Vũ Đế (九天武帝). Ông được biết đến trong lịch sử Việt Nam với việc chỉ huy quân đội đánh tan ba cuộc xâm lược của quân Nguyên – Mông năm 1258, 1285 và năm 1287. Phần lớn tài liệu nghiên cứu lịch sử và cả dân gian thời sau thường dùng tên gọi vắn tắt là "Trần Hưng Đạo" thay cho cách gọi đầy đủ là "Hưng Đạo đại vương Trần Quốc Tuấn", vốn bao gồm tước hiệu được sắc phong cho ông. Ông là 1 trong 14 vị anh hùng tiêu biểu của dân tộc Việt Nam.
Là con của thân vương An Sinh Vương Trần Liễu và là cháu nội của Trần Thái Tổ, Trần Hưng Đạo có mối quan hệ mật thiết với hoàng tộc họ Trần và vua Trần Nhân Tông gọi ông bằng bác. Năm 1257, ông được vua Trần Thái Tông phong làm đại tướng chỉ huy các lực lượng ở biên giới đánh quân Mông Cổ xâm lược. Sau đó, ông lui về thái ấp ở Vạn Kiếp. Đến tháng 10 âm lịch năm 1283, nhà Nguyên (sau khi Mông Cổ thống nhất Trung Hoa) đe dọa đánh Đại Việt lần hai, Hưng Đạo vương được Thượng hoàng Trần Thánh Tông, và vua Trần Nhân Tông (lần lượt là em họ và cháu họ ông) phong làm Quốc công tiết chế, thống lĩnh quân đội cả nước. Trên cương vị này, năm 1285, ông lãnh đạo quân sĩ chặn đứng đội quân xâm lược do hoàng tử thứ chín Thoát Hoan. Sau những thất bại ban đầu, quân dân Việt dưới sự lãnh đạo của hai vua Trần, Thượng tướng Thái sư Trần Quang Khải và Hưng Đạo vương phản công mạnh mẽ, phá tan quân Nguyên trong các trận Hàm Tử, Chương Dương, Trường Yên, Vạn Kiếp,... đánh đuổi hoàn toàn quân Nguyên khỏi biên giới.
Năm 1288, quân Nguyên trở lại xâm lược Đại Việt lần thứ ba. Khi tiếp tục được phong Quốc công tiết chế; Hưng Đạo vương khẳng định với vua Trần Nhân Tông: "Năm nay đánh giặc nhàn". Ông đã áp dụng thành công chiến thuật của Ngô Quyền, đánh bại hoàn toàn thủy quân nhà Nguyên do các tướng Phàn Tiếp và Ô Mã Nhi chỉ huy trong trận thủy chiến trên sông Bạch Đằng, buộc quân Nguyên lại phải rút về nước. Tháng 4 âm lịch năm 1289, Trần Nhân Tông chính thức gia phong ông làm "Đại vương" dù chức quyền đứng đầu triều đình khi đó vẫn thuộc về Thượng tướng Thái sư Chiêu Minh Đại vương Trần Quang Khải.
Sau đó, ông lui về Vạn Kiếp đến khi mất năm 1300. Trước lúc qua đời, ông khuyên Trần Anh Tông: "Phải khoan thư sức dân để làm kế sâu rễ bền gốc". Ngoài ra, ông còn để lại các tác phẩm kinh điển như Hịch tướng sĩ, Binh thư yếu lược và Vạn Kiếp tông bí truyền thư đặt nền móng cho nghệ thuật quân sự Việt Nam kể từ thời Trần đến ngày nay.

## Thân thế
Trần Hưng Đạo tên thật là Trần Quốc Tuấn, con trai thứ 3 của Trần Liễu – anh cả của Trần Thái Tông Trần Cảnh, do vậy Trần Quốc Tuấn gọi Trần Thái Tông bằng chú ruột. Cho đến nay vẫn không rõ mẹ ông là ai (có một số giả thiết đó là Thiện Đạo quốc mẫu, húy là Nguyệt, một người trong tôn thất họ Trần). Do chính thất khi trước của Trần Liễu là công chúa Thuận Thiên trở thành hoàng hậu của Trần Thái Tông, nên Thiện Đạo quốc mẫu trở thành kế phu nhân. Sau khi Trần Liễu mất (1251), theo "Trần triều thế phả hành trạng" thì bà Trần Thị Nguyệt đã xuất gia làm ni sư, hiệu là Diệu Hương. Ông có người mẹ nuôi đồng thời là cô ruột, Thụy Bà công chúa.
Trần Quốc Tuấn sinh ra ở thôn Tức Mặc (phường Lộc Vượng, thành phố Nam Định ngày nay), nhưng năm sinh của ông cho đến nay vẫn không rõ ràng. Có tài liệu cho rằng là năm 1228, trong khi số khác cho rằng là năm 1230, hay thậm chí 1231, vì vậy chung quy đều thiếu luận cứ chắc chắn và độ tin cậy. Nhưng điều đó cũng cho thấy khi ông sinh ra không lâu sau khi vương triều nhà Trần được thành lập (năm 1225).
Đại Việt sử ký toàn thư mô tả ông là người có dung mạo khôi ngô, thông minh hơn người, nhờ được những người tài giỏi đến giảng dạy từ khi còn rất nhỏ mà ông sớm trở thành người đọc thông hiểu rộng, có tài văn võ.

## Biến động gia đình
Năm 1237, gia đình ông đã xảy ra biến động. Do vua Trần Thái Tông lên ngôi và kết hôn đã lâu nhưng chưa có con nối dõi, thái sư Trần Thủ Độ đang nắm thực quyền phụ chính ép cha ông là Trần Liễu phải nhường vợ là Thuận Thiên công chúa (chị của Lý Chiêu Hoàng) cho Trần Thái Tông vì bà đang mang thai với Trần Liễu được ba tháng, đồng thời giáng Lý hoàng hậu xuống làm công chúa.
Phẫn uất, Trần Liễu họp quân chống lại nhưng thế cô không làm gì được, phải xin đầu hàng. Vua Thái Tông vì thương anh nên xin với Trần Thủ Độ tha tội cho Trần Liễu, nhưng quân lính đều bị giết. Mang lòng hậm hực, Trần Liễu tìm người tài nghệ để dạy văn, võ cho Trần Quốc Tuấn.
Khi 19 tuổi, Trần Quốc Tuấn đem lòng yêu công chúa Thiên Thành (không biết rõ gốc tích của bà, nhưng các nhà nghiên cứu phần lớn đều đồng tình với quan điểm bà là con gái trưởng của Trần Thái Tông tức là em họ của ông). Đầu năm 1251, Trần Thái Tông muốn gả công chúa cho Trung Thành vương (khuyết danh), nên đã cho công chúa đến ở trong dinh Nhân Đạo vương (cha của Trung Thành vương, cũng không rõ tên). Ngày rằm tháng giêng, Trần Thái Tông mở hội lớn, ý muốn cho công chúa làm lễ kết tóc với Trung Thành vương. Bản thân Trần Quốc Tuấn muốn lấy công chúa, nhưng không làm thế nào được, mới nhân ban đêm lẻn vào khuê phòng của công chúa rồi có quan hệ với nàng.
Mẹ nuôi Trần Quốc Tuấn là Thụy Bà công chúa biết chuyện, sợ ông bị hại trong phủ, liền chạy đến cung điện cáo cấp, xin Trần Thái Tông cứu Quốc Tuấn. Vua hỏi việc gì, Thụy Bà trả lời: "Quốc Tuấn ngông cuồng, đêm lẻn vào chỗ Thiên Thành, Nhân Đạo bắt giữ rồi, e sẽ bị hại, xin bệ hạ rủ lòng thương, sai người đến cứu". Trần Thái Tông vội sai người đến dinh Nhân Đạo vương, vào chỗ Thiên Thành, thì thấy Trần Quốc Tuấn đã ở đấy. Hôm sau, Thụy Bà công chúa dâng 10 mâm vàng đến chỗ Trần Thái Tông xin lễ cưới Thiên Thành công chúa cho Trần Quốc Tuấn. Thái Tông bất đắc dĩ phải gả công chúa cho ông và lấy 2000 khoảnh ruộng ở phủ Ứng Thiên để bồi hoàn sính vật cho Trung Thành vương.
Tháng 4 năm đó, Trần Liễu ốm nặng. Lúc sắp mất, Trần Liễu cầm tay Trần Quốc Tuấn, trăn trối: "Con không vì cha lấy được thiên hạ, thì cha chết dưới suối vàng cũng không yên lòng được". Trần Quốc Tuấn ghi để trong lòng, nhưng không cho là phải.

## Sự nghiệp

### Ba lần chống quân Mông – Nguyên

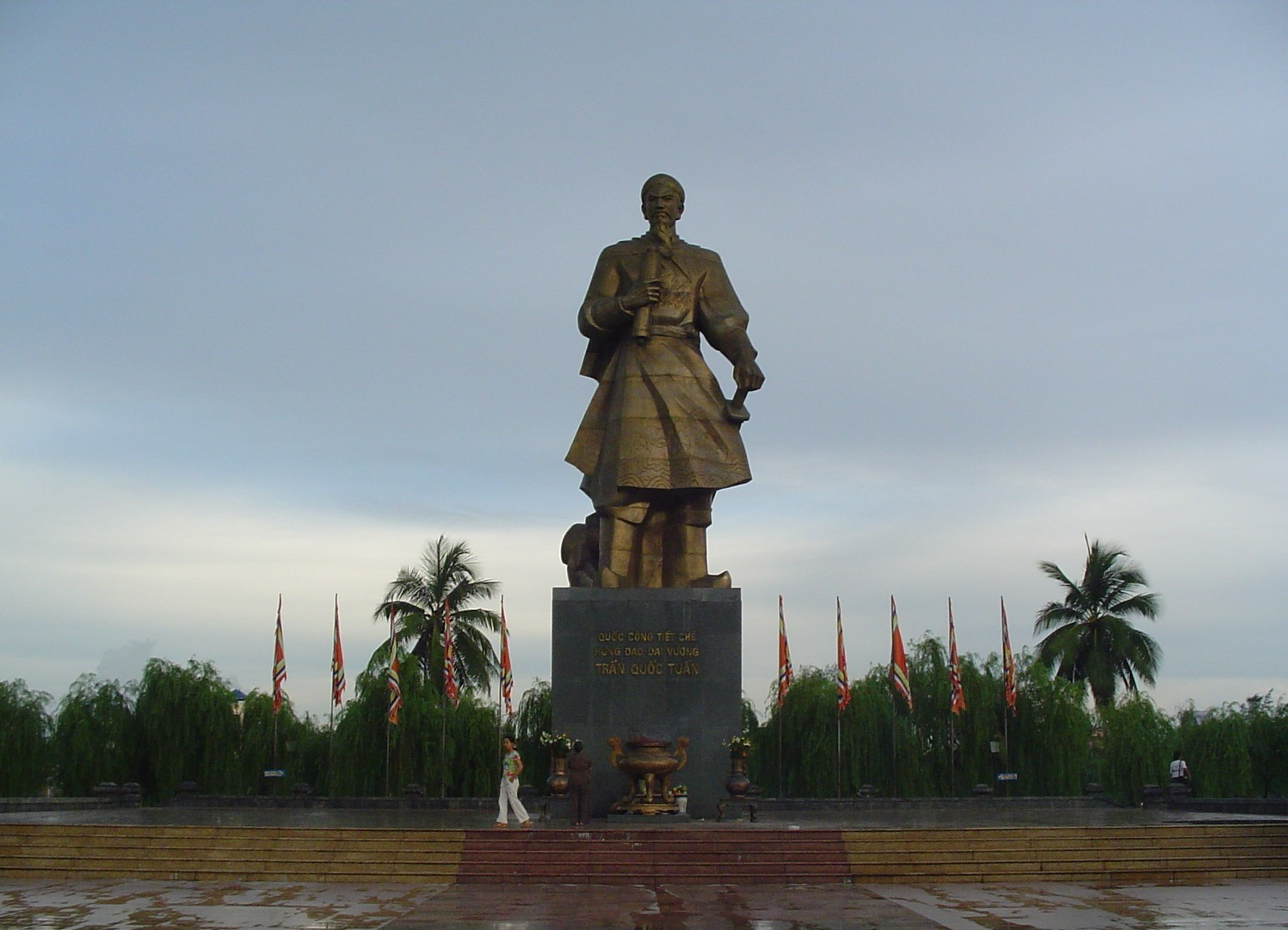
Tượng đài Trần Hưng Đạo tại thành phố Nam Định.

#### Lần thứ nhất(1258)
Trần Hưng Đạo trở thành võ quan nhà Trần lúc nào không rõ, chỉ biết vào tháng Chín (âm lịch) năm Đinh Tỵ (1257), ông được giao trách nhiệm phòng thủ biên giới trước thời điểm quân Mông Cổ xâm lược vào tháng 12 năm 1257. Sách Đại Việt sử ký toàn thư chép: "Tháng 9 (1257), (vua Trần Thái Tông) xuống chiếu, lệnh cho tả hữu tướng quân đem quân thủy bộ ra ngăn giữ biên giới (phía Bắc) theo sự tiết chế của Quốc Tuấn".
Tuy nhiên, các sử liệu của cả hai nước như Đại Việt sử ký toàn thư, Nguyên sử, An Nam chí lược đều không đề cập chi tiết về vai trò của Hưng Đạo vương trong các trận đánh lớn của cuộc chiến. Các ngày 12-13 tháng 12 âm lịch năm 1257 (tức 17-18 tháng 1 năm 1258), quân Mông Cổ do đại tướng Ngột Lương Hợp Thai (Uriyangkhadai) chỉ huy đánh bại quân Đại Việt do vua Trần Thái Tông đích thân chỉ huy tại 2 trận Bình Lệ Nguyên và Phù Lỗ, buộc nhà vua rời bỏ kinh thành Thăng Long, lui về giữ sông Thiên Mạc. Quân Mông Cổ tiến vào Thăng Long nhưng lâm vào tình cảnh thiếu lương thực trầm trọng, phải chia quân đi cướp phá các làng mạc xung quanh kinh thành và vấp phải sự kháng cự quyết liệt của quân dân địa phương, khiến cho quân lực Mông Cổ rệu rã, bị cô lập hoàn toàn tại Thăng Long, đánh mất thế chủ động trước quân Trần.
Tận dụng lợi thế này, ngày 24 tháng 12 âm lịch năm 1257 (tức là 28 tháng 1 năm 1258), thái sư Trần Thủ Độ và thượng tướng quân Lê Phụ Trần hộ giá vua Trần Thái Tông cùng thái tử 18 tuổi Trần Hoảng ngự lâu thuyền tiến quân đến Đông Bộ Đầu, đánh tan quân Mông Cổ, giải phóng Thăng Long. Chiến tranh kết thúc, vua Thái Tông nhường ngôi cho thái tử Hoảng, tức vua Trần Thánh Tông. Vua Thánh Tông phong cho em là Trần Quang Khải chức Thái úy, Đại vương. Trần Quốc Tuấn vẫn giữ nguyên tước cũ và trở về thái ấp ở Vạn Kiếp. Sách Đại Việt sử ký toàn thư chép: "Theo quy chế nhà Trần, các vương hầu đều ở phủ đệ nơi hương ấp của mình, khi chầu hầu thì đến kinh đô, xong việc lại về phủ đệ. Như Quốc Tuấn ở Vạn Kiếp, Thủ Độ ở Quắc Hương, Quốc Chẩn ở Chí Linh đều thế cả".

#### Lần thứ hai(1285)
Năm 1279, đế quốc Mông Cổ tiêu diệt nhà Nam Tống, lập ra nhà Nguyên, trở thành mối đe dọa tiềm tàng cho nước Đại Việt ở phía bắc. Triều đình nhà Trần đã đề phòng, chuẩn bị kháng cự. Vua Trần Thánh Tông sai Trần Quốc Tuấn mở trường dạy võ nhằm đào tạo con em hoàng tộc và những người tài giỏi trong nước. Ông thường đi khắp các lộ, kiểm soát các giảng võ đường địa phương, thu dụng nhiều nhân tài hào kiệt như Yết Kiêu, Dã Tượng, Phạm Ngũ Lão, Nguyễn Chế Nghĩa, Đỗ Hành,...
Đầu năm 1277, Trần Thánh Tông thân chinh thảo phạt các bộ tộc thiểu số ở động Nẫm Bà La (nay thuộc tỉnh Quảng Bình). Trần Quang Khải đi theo hộ giá. Ghế Tể tướng bỏ không, vừa lúc có sứ phương Bắc đến. Thượng hoàng Trần Thái Tông gọi Trần Quốc Tuấn tới, tỏ ý định lấy ông làm Tư đồ để tiếp sứ phương Bắc. Trần Quốc Tuấn trả lời:
"Việc tiếp sứ giả, thần không dám từ chối, còn như phong thần làm Tư đồ thì thần không dám vâng chiếu. Huống chi Quan gia đi đánh giặc xa, Quang Khải theo hầu mà bệ hạ lại tự ý phong chức, thì tình nghĩa trên dưới, e có chỗ chưa ổn, sẽ không làm vui lòng Quan gia và Quang Khải. Đợi khi xa giá trở về, sẽ xin vâng mệnh cũng chưa muộn".
Khi Thánh Tông trở về, việc ấy lại bỏ đấy, vì hai người vốn không ưa nhau.
Sau đó, Trần Quốc Tuấn chủ động gạt bỏ hiềm khích với Trần Quang Khải vì việc nước. Một hôm, Trần Hưng Đạo từ Vạn Kiếp tới, Trần Quang Khải xuống thuyền chơi suốt ngày mới trở về. Trần Quang Khải vốn sợ tắm gội, Trần Hưng Đạo thì thích tắm thơm, từng đùa bảo Trần Quang Khải: "Mình mẩy cáu bẩn, xin tắm giùm", rồi cởi áo Trần Quang Khải ra, dùng nước thơm tắm cho ông và nói: "Hôm nay được tắm cho Thượng tướng". Trần Quang Khải cũng nói: "Hôm nay được Quốc công tắm rửa cho". Từ đó, tình nghĩa qua lại giữa hai ông ngày càng tốt.
Đầu năm 1281, hoàng đế nhà Nguyên là Hốt Tất Liệt sai Sài Thung đem ngàn quân hộ tống nhóm Trần Di Ái về nước. Sách Đại Việt sử ký toàn thư chép: "Sài Thung ngạo mạn vô lễ, cưỡi ngựa đi thẳng vào cửa Dương Minh. Quân sĩ Thiên Trường ngăn lại, Thung dùng roi ngựa quất họ bị thương ở đầu... Vua (Trần Nhân Tông) sai Trần Quang Khải đến sứ quán khoản tiếp. Thung nằm khểnh không ra, Quang Khải vào hẳn trong phòng, hắn cũng không dậy tiếp. Hưng Đạo Vương Quốc Tuấn nghe thấy thế, tâu xin đến sứ quán xem Thung làm gì. Lúc ấy Quốc Tuấn đã gọt tóc, mặc áo vải. Đến sứ quán, ông đi thẳng vào trong phòng. Thung đứng dậy vái chào mời ngồi. Mọi người đều kinh ngạc, có biết đâu gọt tóc, mặc áo vải là hình dạng nhà sư phương Bắc. Ông ngồi xuống pha trà, cùng uống với hắn. Người hầu của Thung cầm mũi tên đứng sau Quốc Tuấn, chọc vào đầu đến chảy máu, nhưng sắc mặt Quốc Tuấn vẫn không hề thay đổi. Khi trở về, Thung ra cửa tiễn ông..."
Năm 1282, nhà Nguyên sai Toa Đô mang quân vượt biển đánh Chiêm Thành ở phía nam Đại Việt. Chiến tranh giữa Đại Việt với nhà Nguyên đến gần. Tháng Mười (âm lịch) năm 1283, để chuẩn bị kháng chiến lần hai, Trần Hưng Đạo được thượng hoàng Trần Thánh Tông, vua Trần Nhân Tông phong làm Quốc công tiết chế thống lĩnh chư quân. Ông chọn các quân hiệu tài giỏi, cho chia nhau chỉ huy các đơn vị quân đội. Tháng Tám (âm lịch) năm sau (1284), ông cho duyệt quân ở bến Đông Bộ Đầu (gần dốc Hàng Than, Hà Nội ngày nay), đọc bài "Hịch tướng sĩ" nổi tiếng, rồi chia quân đóng giữ Bình Than và các nơi hiểm yếu khác.
Tháng 7 âm lịch năm 1284, nhà Nguyên sai Vân Nam vương Thoát Hoan, A Lý Hải Nha tập trung 50 vạn quân ở hành tỉnh Hồ Quảng, dự đinh sang năm xâm lược Đại Việt. Tháng 11 âm lịch năm 1284, vua Trần Nhân Tông sai Trần Phủ đi sứ sang hành tỉnh Hồ Quảng xin hoãn binh. Khi trở về, Trần Phủ báo tin Hốt Tất Liệt lấy danh nghĩa mượn đường đánh Chiêm Thành, mang đại quân tiến vào đất Việt. Đầu năm 1285, quân Nguyên ồ ạt hợp công từ 2 phía, Thoát Hoan vượt biên giới phía bắc của Đại Việt, còn Toa Đô đánh lên phía bắc, up hiếp vùng Thanh Hóa-Nghệ An. Hưng Đạo vương đốc quân đánh chặn ở biên giới nhưng thất bại, nhưng thế bật lợi hơn nên rút quân về Vạn Kiếp. Theo Đại Việt sử ký toàn thư, Trần Quốc Tuấn nhờ có người gia nô trung thành là Yết Kiêu kiên quyết giữ thuyền đợi chủ tướng, đã rút lui an toàn. Sử chép rằng:
"Trước đây, Hưng Đạo Vương có người nô là Dã Tượng và Yết Kiêu, đối xử rất hậu. Khi quân Nguyên tới, Yết Kiêu giữ thuyền ở Bãi Tân, Dã Tượng thì đi theo. Đến lúc quan quân thu trận, thủy quân tan cả. [Hưng Đạo] Vương định rút theo lối chân núi. Dã Tượng nói:
"Yết Kiêu chưa thấy Đại Vương thì nhất định không dời thuyền".
Vương đến Bãi Tân, chỉ có thuyền Yết Kiêu vẫn còn ở đó. Vương mừng lắm, nói:
"Chim hồng hộc muốn bay cao phải nhờ ở sáu trụ cánh. Nếu không có sáu chiếc trụ cánh ấy thì cũng chim thường thôi".
Nói xong cho chèo thuyền đi, Kỵ binh giặc đuổi theo không kịp. Vương đến Vạn Kiếp, chia quân đón giữ ở Bắc Giang."
Thủy quân Nguyên do Ô Mã Nhi chỉ huy tấn công vào Vạn Kiếp, quân Nguyên vây quân của Trần Quốc Tuấn. Một trận thủy chiến lớn giữa 2 bên đã diễn ra. Vua Trần đã đem quân đến trợ chiến cho Trần Quốc Tuấn. Ô Mã Nhi đã không ngăn nổi quân Đại Việt nên rút lui. Toàn bộ quân Đại Việt rút khỏi Vạn Kiếp, Phả Lại, Bình Than về dàn trận bên bờ sông Hồng gần thành Thăng Long. Quân Nguyên tiến theo đường bộ về Thăng Long. Để bảo toàn lực lượng và thực hiện kế "thanh dã" (vườn không nhà trống), Trần Hưng Đạo ra lệnh rút quân.
Quân xâm lược vào Thăng Long rồi dẫn quân đuổi theo vua Trần xuống phủ Thiên Trường (vùng Nam Định). Trong tình cảnh nguy khốn, thượng hoàng Thánh Tông lo ngại, vờ hỏi Hưng Đạo vương xem có nên hàng không. Ông khảng khái trả lời "Bệ hạ chém đầu tôi rồi hãy hàng".
Sau trận quân Đại Việt phản công quân Nguyên không thành và việc mặt trận Thanh-Nghệ bị tan vỡ (do sự phản bội của Trần Kiện), đại quân Việt lâm vào thế bị ép từ 2 mặt Bắc-Nam. Trần Hưng Đạo đưa thượng hoàng Thánh Tông và vua Nhân Tông rút về vùng bờ biển thuộc địa phận Quảng Ninh và Hải Phòng ngày nay, là nơi mà quân Nguyên chưa vươn tới. Trong hành trình rút lui, quân Đại Việt bị quân Nguyên đuổi gấp. Trước thế quân Nguyên Mông bức bách, ông đưa hai vua Trần ngầm đi chiếc thuyền nhỏ đến Tam Trĩ nguyên (sông Ba Chẽ, thuộc tỉnh Quảng Ninh ngày nay), rồi sai người đưa thuyền ngự ra Ngọc Sơn tránh địch. Lúc ấy, xa giá nhà vua đang phiêu giạt, lại còn mối hiềm cũ của Trần Liễu, nên có nhiều người nghi ngại. Trần Quốc Tuấn theo vua, tay cầm chiếc gậy có bịt sắt nhọn. Mọi người đều gườm mắt nhìn. Trần Quốc Tuấn liền rút đầu sắt nhọn vứt đi, chỉ chống gậy không mà đi, bởi vậy hai vua Trần và mọi người khỏi nghi ngại.
Khi thấy đạo quân của Toa Đô đã rời Thanh Hóa tiến lên đóng ở Trường Yên (Ninh Bình), ngày 7 tháng 4 năm 1285, Trần Hưng Đạo lại đưa 2 vua Trần cùng đại quân vượt biển vào Thanh Hóa, thoát khỏi thế bị kìm kẹp của đối phương. Hàng loạt tông thất nhà Trần ra hàng quân Nguyên như hoàng tử Trần Ích Tắc, các hoàng thân Trần Lộng, Trần Kiện.
Tháng 5 (dương lịch) năm ấy (1285), ông vạch kế hoạch tổng phản công. Chỉ sau một tháng chiến đấu quyết liệt với quân Nguyên, các cánh quân Đại Việt do Trần Hưng Đạo cùng Chiêu Minh Đại vương Trần Quang Khải, Chiêu Văn vương Trần Nhật Duật chỉ huy giành thắng lợi ở Hàm Tử, Chương Dương, Tây Kết, Vạn Kiếp,... quân dân Đại Việt đã tiến vào Thăng Long, Thoát Hoan bỏ chạy. Trần Hưng Đạo và anh là Hưng Ninh vương Trần Quốc Tung dẫn hơn 2 vạn quân tấn công quân Nguyên ở bờ bắc sông Hồng. Quân Nguyên đại bại rút chạy về phía Bắc. Quân Đại Việt do con Trần Hưng Đạo là Trần Quốc Hiến (công tử Nghiễn) chỉ huy truy kích đến tận biên giới, quân Nguyên phải giấu Thoát Hoan trong ống đồng mà chạy. Trong cuộc chiến này, quân Đại Việt giết được tướng Nguyên là Toa Đô và Lý Hằng.

#### Lần thứ ba(cuối năm 1287)
Tháng 3 âm lịch năm 1286, hoàng đế nhà Nguyên là Hốt Tất Liệt sai Thượng thư tỉnh Áo Lỗ Xích (Auruyvci), Bình chương sự Ô Mã Nhi (Omar) huy động 50 vạn quân, rồi sai hành tỉnh Hồ Quảng đóng 300 thuyền chiến, định đến tháng 8 hội quân ở Khâm Châu, Liêm Châu. Hốt Tất Liệt còn sai quân ba hành tỉnh Giang Chiết, Hồ Quảng, Giang Tây chuẩn bị đánh Đại Việt, mượn danh nghĩa đưa phản thần nhà Trần là Trần Ích Tắc về làm An Nam Quốc vương. Tháng 6 âm lịch, vua Trần Nhân Tông xuống chiếu cho vương hầu, tôn thất chiêu mộ binh sĩ. Nhà vua hỏi Hưng Đạo vương:
"Thế giặc năm nay thế nào?".

Trần Quốc Tuấn trả lời:
| “                | Nước ta thái bình lâu ngày, dân không biết việc binh. Cho nên, năm trước quân Nguyên vào cướp, thì có kẻ đầu hàng trốn chạy. Nhờ uy tín của tổ tông và thần võ của bệ hạ, nên quét sạch được bụi Hồ. Nay nếu nó lại sang thì quân ta đã quen việc chiến trận, mà quân nó thì sợ phải đi xa. Vả lại, chúng còn nơm lớp cái thất bại của Hằng, Quán không còn chí chiến đấu. Theo như thần thấy, phá được chúng là điều chắc chắn. | ” |
| — Trần Quốc Tuấn | |   |

Vua Trần Nhân Tông cử Hưng Đạo vương thống lĩnh vương hầu luyện tập binh sĩ, sửa sang khí giới, đóng thuyền chiến. Tháng 2 âm lịch năm 1287, nhà Nguyên điều động quân Mông Cổ, quân Hán Nam (người Hán ở miền Nam Trung Quốc), quân 3 hành tỉnh Giang Hoài, Giang Tây, Hồ Quảng, quân Vân Nam, quân người Lê ở 4 châu ngoài biển, chia làm nhiều cánh tràn vào Đại Việt. Vạn hộ Trương Văn Hổ dẫn quân thủy chở 70 vạn thạch lương theo sau. Hốt Tất Liệt còn lập Chinh Giao Chỉ hành thượng thư tỉnh do Bình chương sự Áo Lỗ Xích, các Tham tri chính sự Ô Mã Nhi, Phàn Tiếp đứng đầu; cơ quan này phải chịu sự sai khiến của Thoát Hoan. Các quan Đại Việt xin bắt tráng đinh sung quân để quân đội đông hơn, nhưng Hưng Đạo Vương không đồng ý:
| “                | Quân quý ở tinh nhuệ, không quý ở số đông. Dẫu đến 100 vạn quân mà như Bồ Kiên thì cũng làm gì được? | ” |
| — Trần Quốc Tuấn | |   |

Ngày 14 tháng 11 âm lịch 1287, Trịnh Xiển báo tin cánh quân Vân Nam của Nguyên đánh ải Phú Lương. Trần Nhân Tông hỏi Hưng Đạo vương: "Năm nay đánh giặc thế nào?". Ông vẫn quả quyết: "Năm nay đánh giặc nhàn". Lần này biết nhà Trần đã phòng bị ở Thanh - Nghệ, Thoát Hoan tiến thẳng vào từ phía bắc và đông bắc. Sau những cuộc đụng độ bất lợi ở biên giới, quân Đại Việt rút lui. Khác với lần trước, Trần Hưng Đạo không bỏ kinh đô mà tổ chức phòng thủ ngay tại Thăng Long. Tháng 2 năm 1288, quân Nguyên công thành, quân Đại Việt nấp trong thành bắn tên ra. Trần Quốc Tuấn sai Trần Cao vài lần đến trại Thoát Hoan xin giảng hoà, nhưng ban đêm thường kéo ra từng toán nhỏ đánh lén vào trại quân Nguyên, đốt phá lương thực rồi rút lui. Thoát Hoan điều quân ra ngoài truy kích, nhưng quân Đại Việt thường ẩn nấp khó phát hiện ra. Quân Nguyên bao vây tấn công vài lần không có kết quả, cuối cùng phải rút lui.
Trong khi đó, đoàn thuyền lương của Trương Văn Hổ bị Nhân Huệ vương Trần Khánh Dư chặn đánh và tiêu diệt ở Vân Đồn. Thoát Hoan rút khỏi Thăng Long về hành dinh ở Vạn Kiếp. Do bị thiếu lương và bệnh dịch, Thoát Hoan buộc phải rút lui, một ngả của thủy quân do Ô Mã Nhi và Phàn Tiếp chỉ huy, một ngả của bộ binh do Thoát Hoan chỉ huy. Trần Hưng Đạo bố trí lực lượng mai phục ở cửa sông Bạch Đằng, trực tiếp tiêu diệt toàn bộ binh thuyền của Ô Mã Nhi vào tháng Tư (âm lịch) năm Mậu Tý (1288), bắt sống Ô Mã Nhi, Phàn Tiếp và Tích Lệ Cơ. Thoát Hoan dẫn quân bộ tháo chạy theo đường Lạng Sơn, dọc đường bị quân Việt đón đánh khiến "quân sĩ mười phần, tổn hại mất 5, 8 phần".

#### Trận Bạch Đằng(1288)

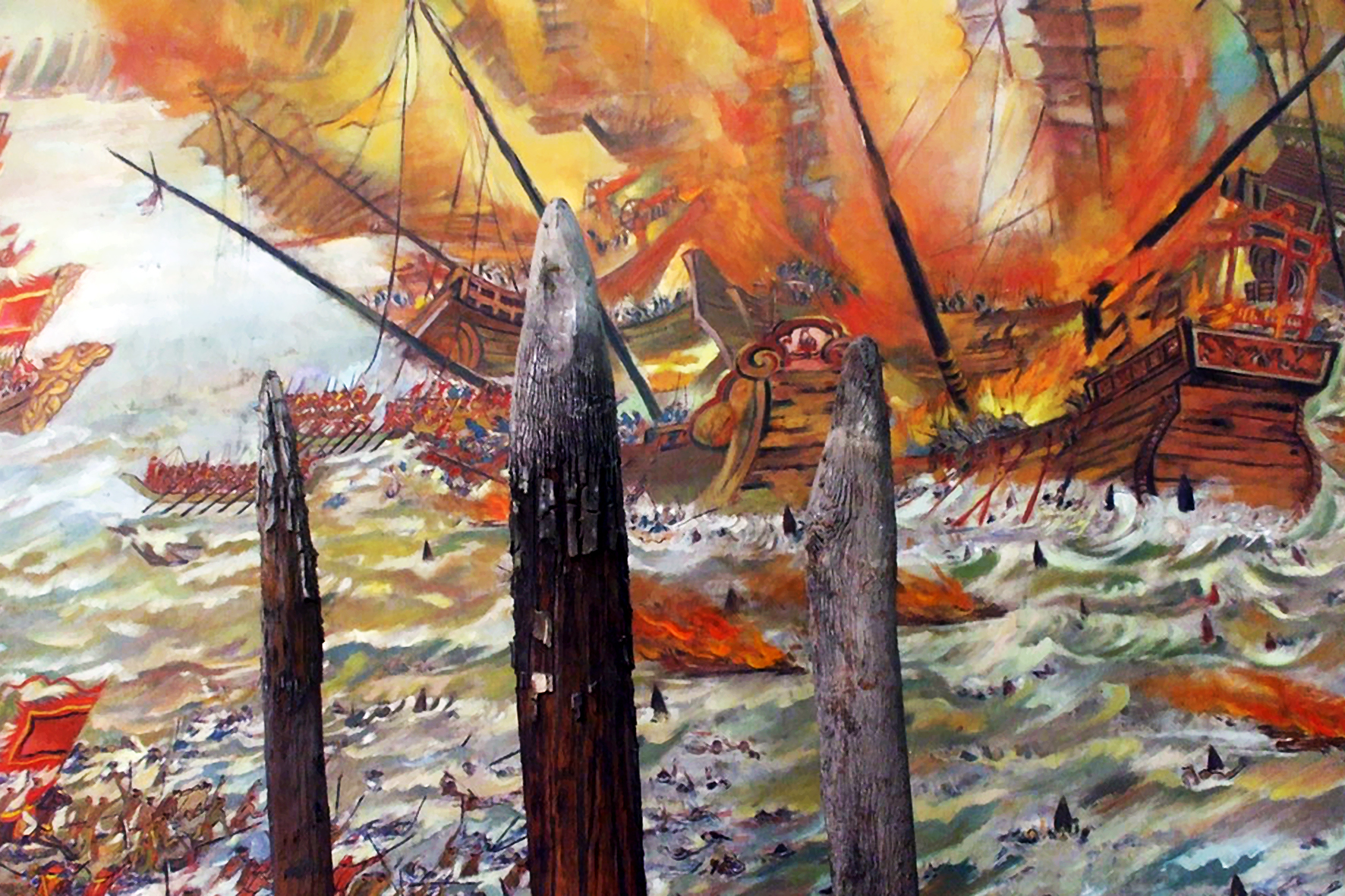
Cọc gỗ Bạch Đằng thời nhà Trần

Đây là trận đánh nổi bật nhất trong cuộc kháng chiến chống quân Nguyên - Mông lần thứ ba, mang tính chất khẳng định cũng là lần cuối cùng quân Nguyên - Mông xâm lược Đại Việt.
Thủy quân Nguyên vốn không biết về chu trình thủy triều của sông. Trước ngày diễn ra trận đánh quyết định này, ông đã đoán tuyến đường tháo chạy của địch và nhanh chóng cho quân cắm cọc gỗ vót nhọn ở đáy sông, tạo thành thế trận cọc ngầm độc đáo giống như thời các bậc danh tướng thời trước như Ngô Quyền, Lê Hoàn. Khi Ô Mã Nhi cho quân vào sông, nước còn lên cao che hết cọc gỗ, Hưng Đạo vương cử các tàu nhỏ ra đánh rồi giả vờ thua chạy. Quân Đại Việt vừa rút lui, vừa đánh trả. Khi nước xuống, toàn bộ thủy quân Nguyên bị mắc kẹt. Ngay lập tức, Hưng Đạo vương sai tướng Nguyễn Khoái dẫn quân Thánh dực phá tan quân Nguyên. Thượng hoàng Thánh Tông và vua Nhân Tông đưa đại quân tiếp chiến, quân Nguyên tử thương vô số, theo Đại Việt Sử ký Toàn thư: "nước sông do vậy đỏ ngầu cả". Cuối cùng, 400 thuyền quân Nguyên bị đốt cháy hết. Nội Minh tự Đỗ Hành bắt 2 tướng Ô Mã Nhi và Tích Lệ Cơ Ngọc dâng lên vua Trần.

### Lui vềVạn Kiếp(1289)
Do đã có những công lao to lớn trên con đường bảo vệ tổ quốc, gìn giữ độc lập, Vua đã trao cho Hưng Đạo vương vị trí tối cao toàn quyền chỉ huy quân đội Đại Việt, đồng thời đặc cách cho ông quyền phong tước hiệu cho bất kỳ ai mà ông muốn. Nhưng trong suốt cuộc đời, ông không hề sử dụng đặc quyền này.
Tháng Tư (âm lịch) năm Kỷ Sửu (1289), luận công ba lần đánh đuổi quân Nguyên Mông, Trần Hưng Đạo được phong tước Hưng Đạo đại vương. Sau đó, ông lui về ở Vạn Kiếp, là nơi ông được phong ấp (nay thuộc xã Hưng Đạo, thành phố Chí Linh, tỉnh Hải Dương). Nhân dân lúc bấy giờ kính trọng ông, lập đền thờ sống ông ở Vạn Kiếp. Tại đền có bài văn bia của vua Trần Thánh Tông, ví ông với Thượng phụ (tức Khương Tử Nha).

## Qua đời
Tháng Sáu (âm lịch) năm Canh Tý (1300), Trần Hưng Đạo ốm nặng. Vua Trần Anh Tông ngự tới nhà thăm, hỏi rằng: "Nếu có điều chẳng may mà giặc phương Bắc lại sang xâm lược thì kế sách như thế nào?". Ông trả lời: "Ngày xưa Triệu Vũ Đế (tức Triệu Đà) dựng nước, vua nhà Hán cho quân đánh, nhân dân làm kế thanh dã (vườn không nhà trống), đại quân ra Khâm Châu, Liêm Châu đánh vào Trường Sa, Hồ Nam, còn đoản binh thì đánh úp phía sau. Đó là một thời. Đời nhà Đinh, nhà Tiền Lê dùng người tài giỏi, đất phương nam mới mạnh mà phương bắc thì mệt mỏi suy yếu, trên dưới một dạ, lòng dân không lìa, xây thành Bình Lỗ mà phá được quân Tống. Đó lại là một thời. Vua nhà Lý mở nền, nhà Tống xâm phạm địa giới, dùng Lý Thường Kiệt đánh Khâm, Liêm, đến tận Mai Lĩnh là vì có thế. Vừa rồi Toa Đô, Ô Mã Nhi bốn mặt bao vây. Vì vua tôi đồng tâm, anh em hòa mục, cả nước góp sức, giặc phải bị bắt. Đó là trời xui nên vậy. Đại khái, nó cậy trường trận, ta dựa vào đoản binh. Dùng đoản binh chế trường trận là sự thường của binh pháp. Nếu chỉ thấy quân nó kéo đến như lửa, như gió thì thế dễ chế ngự. Nếu nó tiến chậm như các tằm ăn, không cầu thắng chóng, thì phải chọn dùng tướng giỏi, xem xét quyền biến, như đánh cờ vậy, tùy thời tạo thế, có được đội quân một lòng như cha con thì mới dùng được. Vả lại, khoan thư sức dân để làm kế sâu rễ bền gốc, đó là thượng sách giữ nước vậy".
Chữa mãi không khỏi bệnh, ông mất vì tuổi già vào ngày 20 tháng Tám âm lịch năm ấy (3 tháng 10 năm 1300).
Khi sắp mất, Trần Quốc Tuấn dặn các con rằng: "Ta chết thì phải hỏa táng, lấy vật tròn đựng xương, bí mật chôn trong vườn An Lạc, rồi san đất và trồng cây như cũ, để người đời không biết chỗ nào, lại phải làm sao cho mau mục".
Nghe tin Trần Hưng Đạo vương mất, triều đình Đại Việt phong tặng ông là "Thái sư Thượng Phụ Thượng Quốc công Nhân Vũ Hưng Đạo Đại Vương". Ông được nhân dân cả nước tôn vinh là "Đức Thánh Trần" và lập đền thờ ở nhiều nơi, song nổi tiếng hơn cả là khu di tích Đền Kiếp Bạc nơi thờ phụng ông thuộc địa phận hai thôn Dược Sơn và Vạn Kiếp, xã Hưng Đạo, thành phố Chí Linh, tỉnh Hải Dương.

## Nhân cách, phẩm chất

### Gạt bỏ hiềm khích riêng

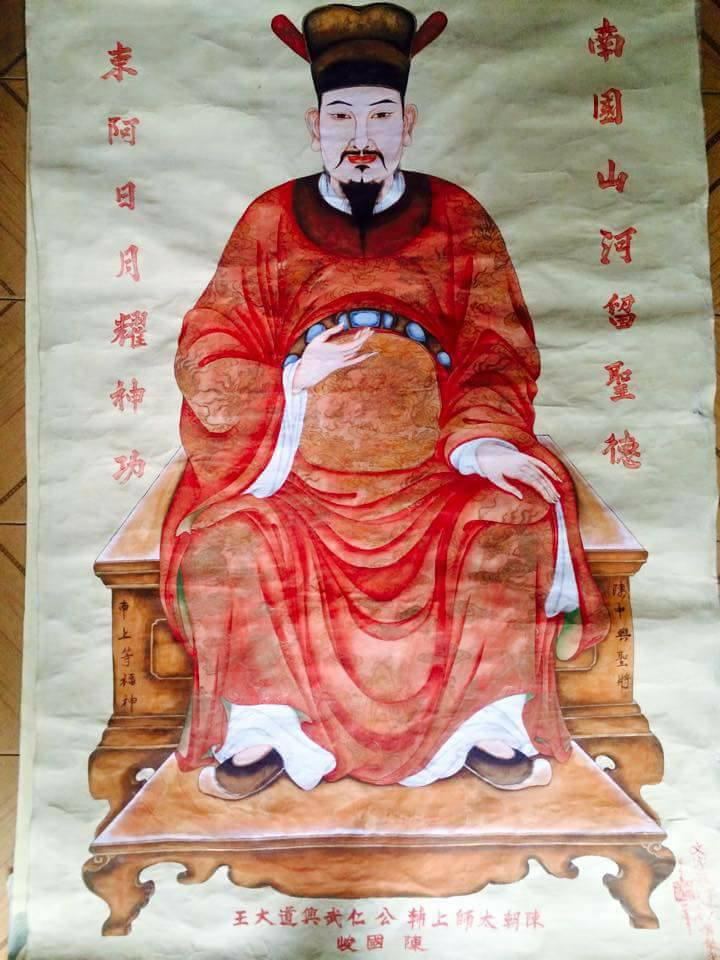
Tranh vẽ Trần Hưng Đạo, thời Nguyễn

Năm Đinh Dậu (1237), Thái sư Trần Thủ Độ ép Trần Liễu (cha Trần Hưng Đạo) phải nhường vợ là Thuận Thiên Công chúa (chị của Lý Chiêu Hoàng) cho em ruột là vua Trần Thái Tông (Trần Cảnh) dù bà này đã có thai với Trần Liễu được ba tháng, đồng giáng Lý Chiêu Hoàng (đang là Hoàng hậu) xuống làm Công chúa. Phẫn uất, Trần Liễu họp quân làm loạn. Trần Thái Tông chán nản bỏ đi lên Yên Tử. Sau Trần Liễu biết không làm gì được phải đóng giả làm người đánh cá trốn lên thuyền vua Trần Thái Tông xin tha tội. Trần Thủ Độ biết được, cầm gươm đến định giết Trần Liễu nhưng Thái Tông lấy thân mình che cho Trần Liễu. Trần Liễu được tha tội nhưng quân lính theo ông đều bị giết. Mang lòng hậm hực, Trần Liễu tìm khắp những người tài nghệ để dạy Trần Quốc Tuấn (tức Trần Hưng Đạo). Lúc sắp mất, ông cầm tay Quốc Tuấn, trăn trối rằng: "Con không vì cha lấy được thiên hạ, thì cha chết dưới suối vàng cũng không nhắm mắt được". Quốc Tuấn ghi để trong lòng, nhưng không cho là phải. Đến khi vận nước lung lay, quyền quân quyền nước đều do ở mình, Trần Quốc Tuấn đem lời cha trăn trối để dò ý hai thuộc tướng thân tín là Dã Tượng và Yết Kiêu. Hai người thuộc hạ ấy can rằng: "Làm kế ấy tuy được phú quý một thời nhưng để lại tiếng xấu ngàn năm. Nay Đại Vương há chẳng đủ phú và quý hay sao? Chúng tôi thề xin chết già làm gia nô, chứ không muốn làm quan mà không có trung hiếu"...Trần Quốc Tuấn cảm phục đến khóc, khen ngợi hai người.
Dù cha ông có hiềm khích lớn với nhà Trần Thái Tông, Trần Hưng Đạo luôn đặt việc nước lên trên, một lòng trung thành, hết lòng phò tá các vua Trần đánh ngoại xâm cứu nước. Đối với lời dặn của Trần Liễu trước khi mất, Trần Quốc Tuấn từng vờ hỏi các con. Ông hỏi Hưng Vũ vương Trần Quốc Nghiễn: "Người xưa có cả thiên hạ để truyền cho con cháu, con nghĩ thế nào? Hưng Vũ vương thưa: "Dẫu khác họ cũng không nên, huống chi là cùng một họ!". Trần Quốc Tuấn ngẫm cho là phải. Lại một hôm ông đem chuyện ấy hỏi người con thứ là Hưng Nhượng vương Trần Quốc Tảng. Quốc Tảng tiến lên thưa: "Tống Thái Tổ vốn là một ông lão làm ruộng, đã thừa cơ dấy vận nên có được thiên hạ". Trần Quốc Tuấn rút gươm kể tội: "Tên loạn thần là từ đứa con bất hiếu mà ra" và định giết Quốc Tảng, Hưng Vũ vương vội chạy tới khóc lóc xin chịu tội thay, Trần Quốc Tuấn mới tha. Sau đó, ông dặn Hưng Vũ vương: "Sau khi ta chết, đậy nắp quan tài đã rồi mới cho Quốc Tảng vào viếng".
Hưng Vũ vương Nghiễn được lấy Công chúa Thiên Thụy, thế nhưng tướng Trần Khánh Dư lại thông dâm với Thiên Thụy, khiến nhà vua phải xuống chiếu trách phạt và đuổi Khánh Dư về Chí Linh vì "sợ phật ý Quốc Tuấn". Tuy nhiên khi quân Nguyên Mông sang xâm lược Đại Việt lần thứ 3, Trần Hưng Đạo đã gạt bỏ hiềm riêng, tin cậy "giao hết công việc biên thùy cho phó tướng Vân Đồn là Nhân Huệ vương Trần Khánh Dư" khi ông này được phục chức. Ngoài ra, khi soạn xong Vạn Kiếp tông bí truyền thư, thì Trần Khánh Dư cũng là người được ông chọn để viết bài Tựa cho sách.

### Khéo tiến cử người tài giỏi, kính cẩn giữ tiết làm tôi

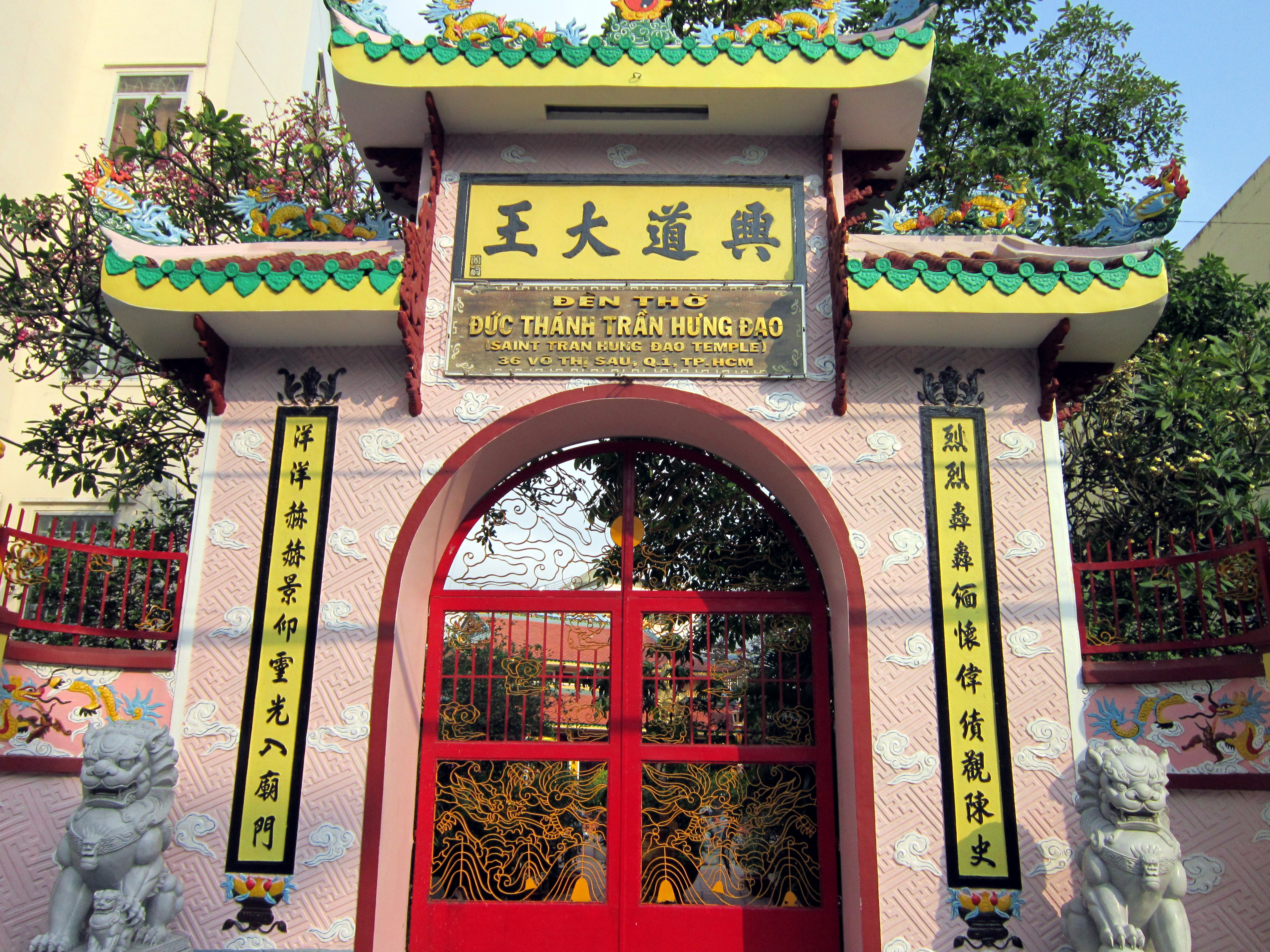
Cổng vào đền thờ Trần Hưng Đạo ở Quận 1, Thành phố Hồ Chí Minh

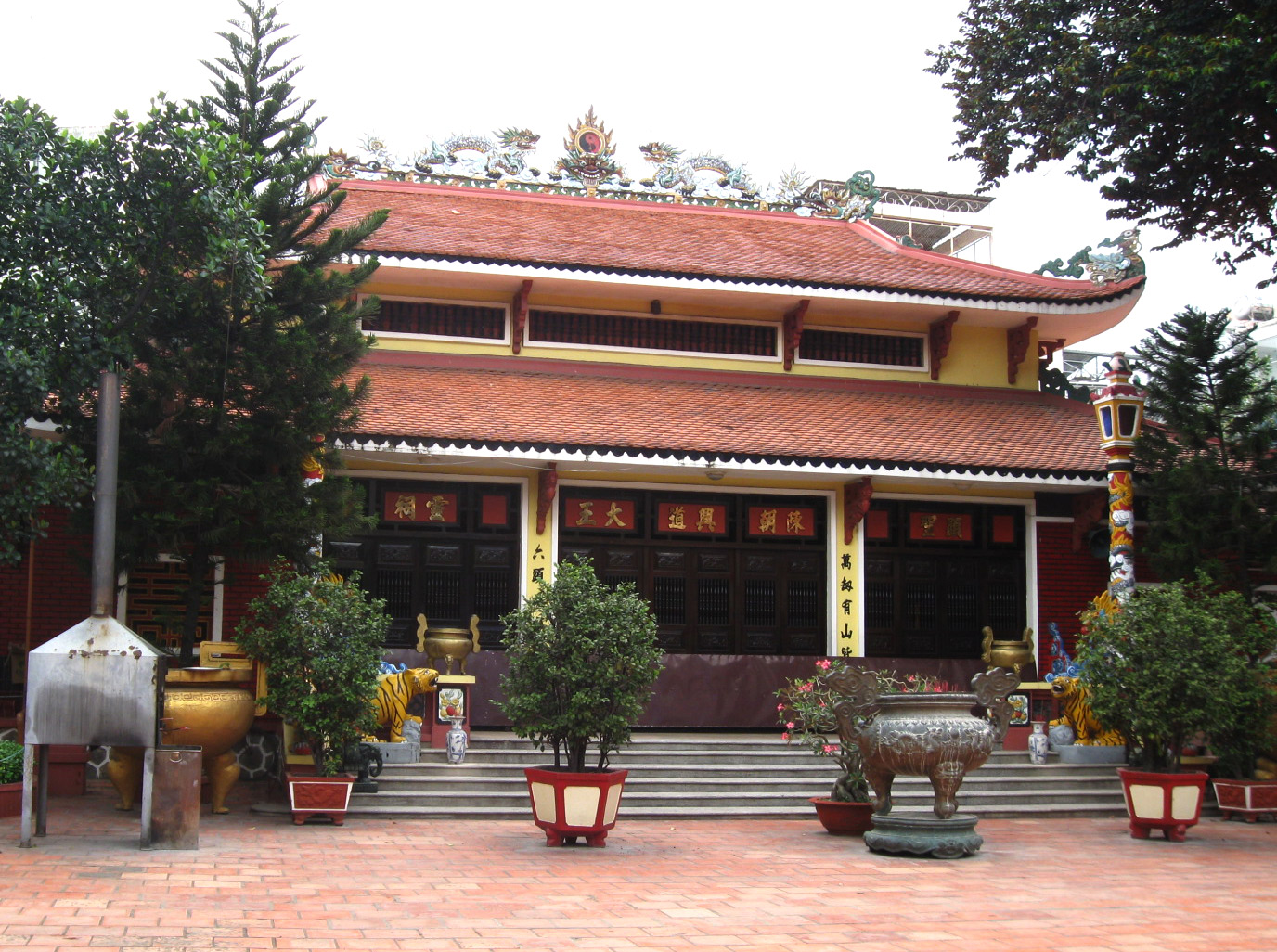
Đền thờ Trần Hưng Đạo ở địa chỉ trên

Trần Hưng Đạo khéo tiến cử người tài giỏi cho đất nước, như Dã Tượng, Yết Kiêu là gia thần của ông, có dự công dẹp Ô Mã Nhi, Toa Đô. Các người nổi tiếng khác như Phạm Ngũ Lão, Trần Thì Kiến, Trương Hán Siêu, Phạm Lãm, Trịnh Dũ, Ngô Sĩ Thường, Nguyễn Thế Trực vốn là môn khách của ông, đều nổi tiếng thời đó về văn chương và chính sự.
Vì có công lao lớn nên nhà vua gia phong ông là Thượng quốc công, cho phép ông được quyền phong tước cho người khác, từ minh tự trở xuống, chỉ có tước hầu thì phong trước rồi tấu sau. Nhưng Trần Hưng Đạo chưa bao giờ phong tước cho một người nào. Khi quân Nguyên vào xâm chiếm nước Việt, ông lệnh cho nhà giàu bỏ thóc ra cấp lương quân, mà cũng chỉ cho họ làm lang tướng giả chứ không cho họ tước lang thực, ông rất kính cẩn giữ tiết lộ tôi.

## Tác phẩm
- Dụ chư tỳ tướng hịch văn (Bài văn hịch hiểu dụ các tỳ tướng, quen gọi là Hịch tướng sĩ).
- Binh gia diệu lý yếu lược (Tóm lược chỗ cốt yếu trong nguyên lý kỳ diệu của nhà binh, còn gọi là Binh thư yếu lược)
- Vạn Kiếp tông bí truyền thư (Sách bí truyền của tông phái Vạn Kiếp) nhưng văn bản đã thất lạc, chỉ còn lại bài Tựa của tướng Trần Khánh Dư đề ở đầu sách, được Đại Việt sử ký toàn thư (quyển VI) ghi lại.

## Những đóng góp lớn

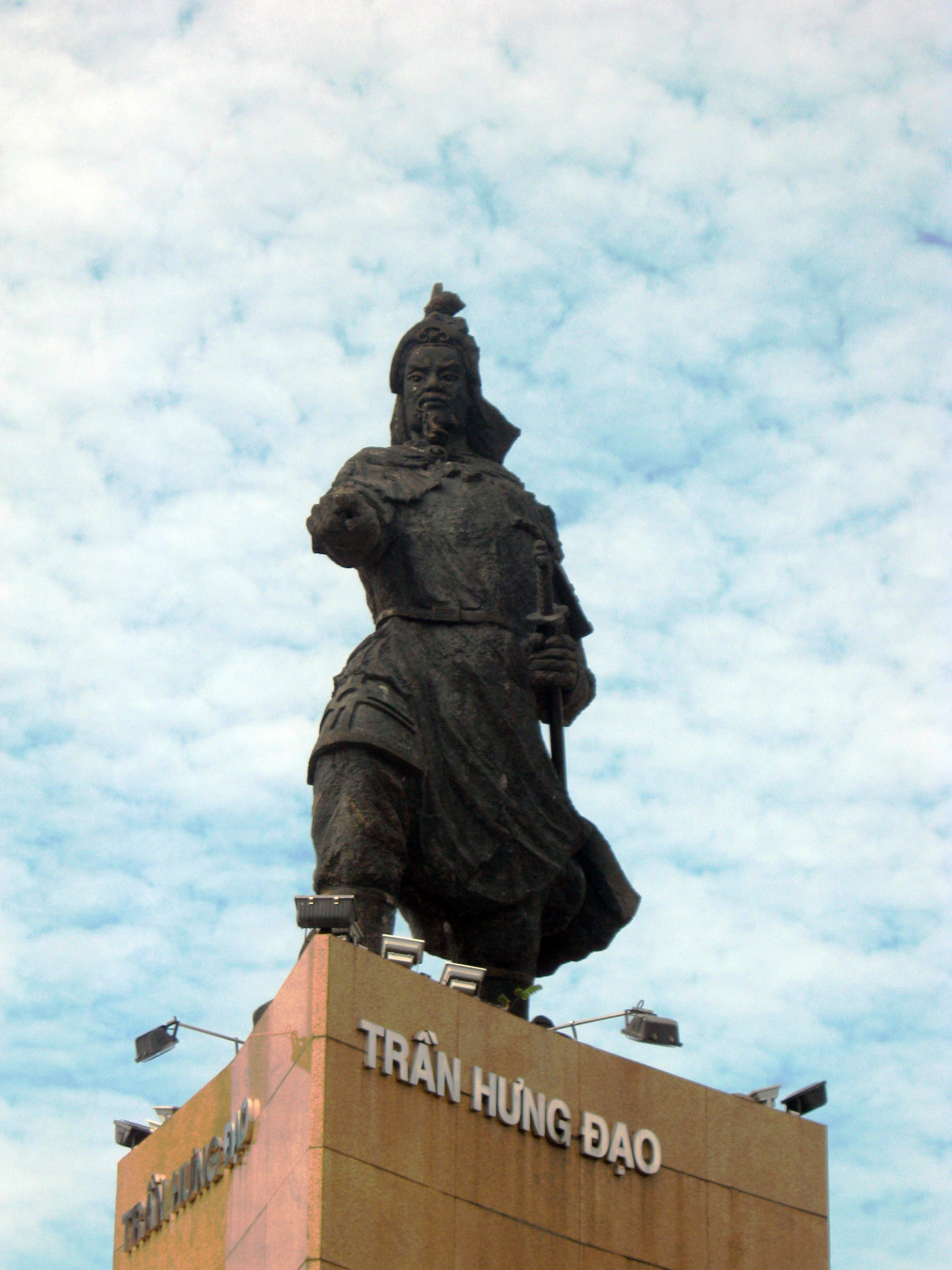
Tượng đài Trần Hưng Đạo tại công trường Mê Linh (TP. Hồ Chí Minh).

Dưới sự lãnh đạo của các vua Trần và Hưng Đạo vương, quân đội Đại Việt đã vượt qua nhiều gian nan, chỉ với số đội quân ít thiện chiến, yếu hơn so với đối phương lại ba lần đánh tan hàng vạn quân Mông Nguyên hùng mạnh, giành thắng lợi mà "tiếng vang đến phương Bắc, khiến chúng thường gọi ông là An Nam Hưng Đạo Vương mà không dám gọi thẳng tên". Chiến lược của ông đã góp phần rất lớn đến thắng lợi này nên chiến công vĩ đại này thường gắn liền với tên tuổi của ông. Công lao to lớn này đã đưa ông lên hàng "thiên tài quân sự có tầm chiến lược, và là một anh hùng dân tộc bậc nhất của nhà Trần" , một bậc thầy về chiến lược thực sự. Chiến thắng của ông và quân dân nước Việt đã góp phần đánh dấu chấm hết thời kỳ đỉnh cao của quân Nguyên - Mông trong lịch sử.
Là một người có tài dụng người, dụng binh thao lược, ông tiến cử người tài giỏi giúp nước, như Dã Tượng, Yết Kiêu là gia thần của ông đã có công đánh dẹp Ô Mã Nhi, Toa Đô. Các người nổi tiếng khác như Phạm Ngũ Lão,Trần Thì Kiến, Trương Hán Siêu, Phạm Lãm, Trịnh Dũ, Ngô Sĩ Thường, Nguyễn Thế Trực vốn là môn khách của ông, đều nổi tiếng về văn chương và chính sự, bởi vì ông có tài mưu lược, anh hùng, lại một lòng giữ gìn người trung nghĩa nên đã giữ được những nhân tài chung quanh ông. Ví dụ như khi vua Trần Thánh Tông vờ bảo với Trần Quốc Tuấn rằng: "Thế giặc như vậy, ta phải hàng thôi". Trần Quốc Tuấn trả lời: "Bệ hạ chém đầu tôi trước rồi hãy hàng giặc". Nhân dân Việt Nam vô cùng kính trọng ông và tôn ông là vị anh hùng dân tộc có công trạng lớn vào hàng bậc nhất đối với tổ quốc và là tấm gương uy vũ sáng ngời cho nhiều thế hệ mai sau.
Là một Tiết chế đầy tài năng, khi "dụng binh biết đợi thời, biết thừa thế tiến thoái". Ông nổi tiếng với chiến lược "tấn công và rút lui". Ngoài ra, ông còn đặc biệt có một lòng tin sắt đá vào sức mạnh và ý chí của nhân dân, của tướng sĩ, nên Trần Hưng Đạo đã đề ra một đường lối kháng chiến ưu việt, tiêu biểu là các cuộc rút lui chiến lược khỏi kinh thành Thăng Long, để bảo toàn lực lượng. Kế hoạch "thanh dã" (vườn không nhà trống) và những hoạt động phối hợp nhịp nhàng giữa "hương binh" và quân triều đình, những trận tập kích và phục kích có ý nghĩa quyết định đối với cả chiến dịch như ở Chương Dương, Hàm Tử, Tây Kết, Vân Đồn, và nhất là ở Bạch Đằng...đã làm cho tên tuổi ông bất tử.
Có thể nói tư tưởng quán xuyến suốt đời của Trần Hưng Đạo, là một tấm lòng tận tụy đối với đất nước, là ý muốn đoàn kết mọi tầng lớp trong dân tộc thành một lực lượng thống nhất, là tinh thần yêu thương dân. Cho nên trước khi mất, ông vẫn còn dặn vua Trần Anh Tông rằng: "Phải khoan thư sức dân để làm kế sâu rễ bền gốc" cho sự nghiệp lâu dài của nước nhà.
Các tên Trần Hưng Đạo hay Trần Quốc Tuấn còn được đặt cho nhiều công trình công cộng tại Việt Nam, như tàu hộ tống cùng tên, đường phố, trường học.

## Gia quyến
- Cha: Khâm Minh đại vương Trần Liễu.
- Mẹ: Có lẽ là Thiện Đạo quốc mẫu (善道國母), tên húy là Nguyệt. Sau khi Khâm Minh đại vương mất, bà xuất gia làm ni cô.
- Vợ: Nguyên Từ quốc mẫu (1235 – 1288), tức Thiên Thành công chúa, con gái của Trần Thái Tông và Lý Chiêu Hoàng (?).
- Con cái:

1. Hưng Vũ vương Trần Quốc Nghiễn (陳國巘), trở thành phò mã của Trần Thánh Tông, đính hôn với Công chúa Thiên Thụy nhưng sau đó công chúa thông dâm với Nhân Huệ Vương Trần Khánh Dư nên bị buộc xuất gia tu hành . Sau khi đánh đuổi quân Nguyên Mông, tháng 4 năm 1289, được phong làm Khai Quốc công.
2. Hưng Hiếu vương Trần Quốc Uất (陳國蔚), có công đến Đà Giang đánh dẹp người man Ngưu Hống (1337). Hậu duệ của Vương về khai khẩn và xây dựng các vùng đất phía Nam sông Ninh Cơ.
3. Hưng Nhượng vương Trần Quốc Tảng (陳國顙), cha của Bảo Từ Thuận Thánh Hoàng hậu, vợ Trần Anh Tông. Khi xét công chống giặc, được phong làm Tiết độ sứ.
4. Hưng Trí vương Trần Quốc Hiện (陳國峴): là người có công tổ chức khẩn hoang nhiều vùng đất hoang vu của khu vực tỉnh Hải Dương ngày nay[35]. Khi xét công đánh đuổi quân Nguyên, Hưng Trí vương không được thăng trật, vì "đã có chiếu cho người Nguyên về nước, các tướng không được cản trở, mà lại còn đón đánh chúng" [36].
5. Khâm Từ Bảo Thánh hoàng hậu Trần Thị Trinh, con gái trưởng, hoàng hậu của Trần Nhân Tông, mẹ đẻ của Trần Anh Tông[9].
6. Tuyên Từ hoàng hậu Trần Thị Tĩnh, con gái thứ, trở thành kế hậu của Trần Nhân Tông sau khi Khâm Từ Bảo Thánh Hoàng hậu qua đời (1293).
7. Anh Nguyên quận chúa (英元郡主), con gái nuôi, vợ của danh tướng Phạm Ngũ Lão[37]. Theo truyền thuyết dân gian, quận chúa là con gái ruột của Hưng Đạo Vương nhưng ông đã đổi thành con gái nuôi để tránh quy định khắt khe của nhà Trần (chỉ người trong dòng tộc mới được kết hôn) và gả cho Phạm Ngũ Lão.

## Đền thờ

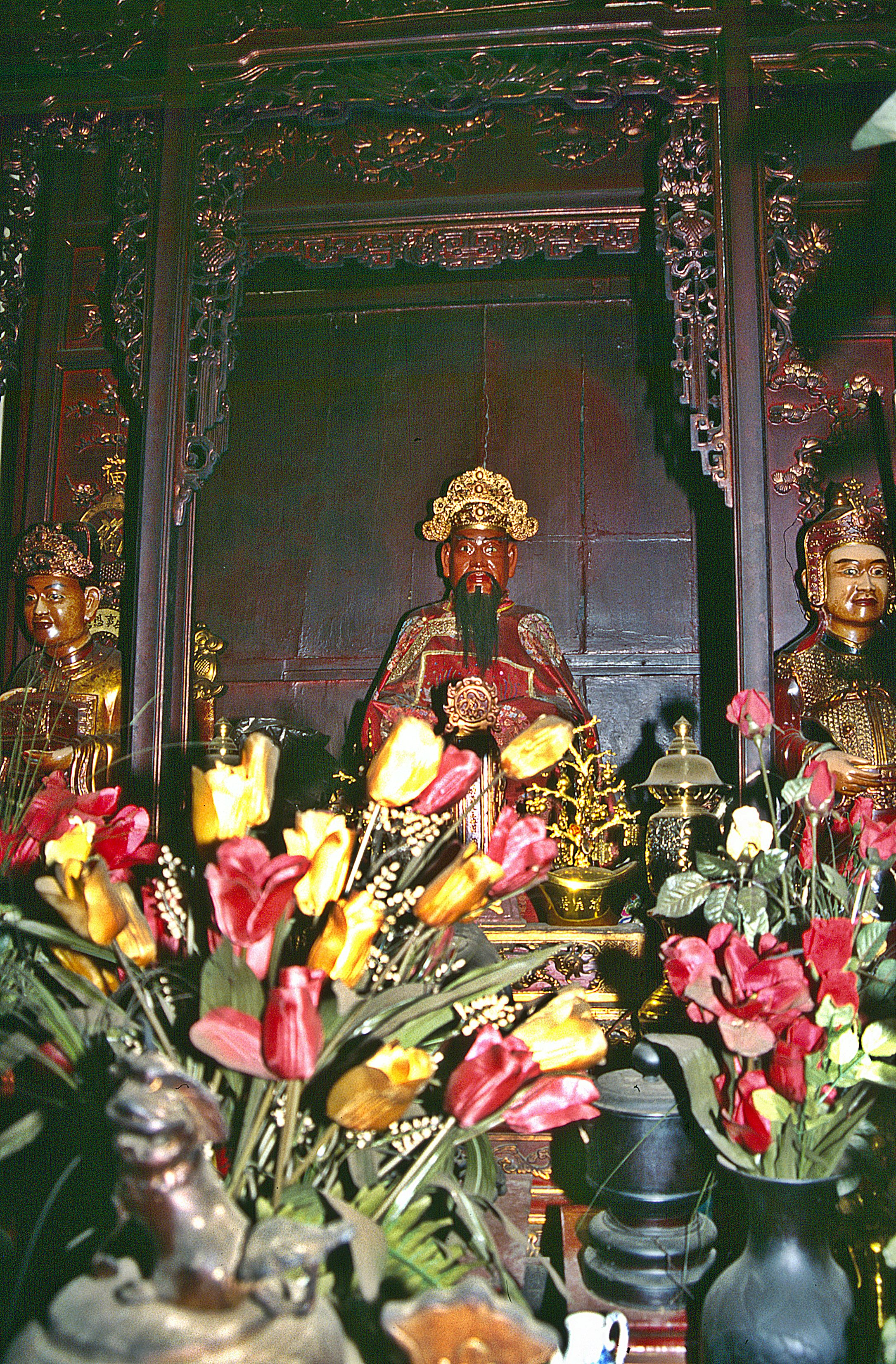
Tượng thờ Đức Thánh Trần trong đền Ngọc Sơn

- Đền Trần Hưng Đạo ở làng Thụ Khê, tổng Trúc Động nay thuộc xã Liên Khê, huyện Thủy Nguyên, Hải Phòng có từ sau chiến thắng Bạch Đằng (1288)
- Đền thờ Trần Hưng Đạo ở xã Phú Xá, tổng Hạ Đoàn, huyện An Dương, nay thuộc phường Đông Hải I, quận Hải An, Hải Phòng.
- Đền Kiếp Bạc, Tp.Chí Linh, tỉnh Hải Dương. Đệ Nhất Linh từ
- Đền Sơn Hải, Chương Dương Độ, Quận Hoàn Kiếm,Thành phố Hà Nội. Sơn Hải Linh Từ
- Đền Trần, xã Tiến Đức, huyện Hưng Hà, tỉnh Thái Bình
- Đền Trần, xã Khánh Lợi, huyện Yên Khánh, tỉnh Ninh Bình
- Đền A Sào, xã An Thái, huyện Quỳnh Phụ, tỉnh Thái Bình. Đệ Nhị Linh từ.
- Đền Bảo Lộc, xã Mỹ Phúc, huyện Mỹ Lộc, tỉnh Nam Định
- Đền Cao An Phụ, phường An Phụ, thị xã Kinh Môn, tỉnh Hải Dương
- Đền Trần Hưng Đạo, xã Khánh Cư, Yên Khánh, tỉnh Ninh Bình
- Đền Trần, làng Thổ Khối, xã Hà Dương, huyện Hà Trung, Thanh Hóa
- Đền Trần Hưng Đạo, làng Tiền Vinh, Xã Nam Thái, huyện Nam Trực, tỉnh Nam Định
- Đền Trần Hưng Đạo, làng Thành An, xã Nghĩa Phong, huyện Nghĩa Hưng, tỉnh Nam Định
- Đình An Quý, xã Cộng Hiền, huyện Vĩnh Bảo, thành phố Hải Phòng
- Đền Tân Phẩm, tỉnh Thừa Thiên – Huế
- Đền Linh Quang, phường Gia Hội, thành phố Huế, tỉnh Thừa Thiên Huế
- Đền Trần Thương, xã Trần Hưng Đạo, huyện Lý Nhân, tỉnh Hà Nam
- Đền Thái Vi, hành cung Vũ Lâm, thành phố Hoa Lư, tỉnh Ninh Bình
- Đền thờ Đức thánh Trần Hưng Đạo, ở 36 đường Võ Thị Sáu, quận 1, Thành phố Hồ Chí Minh
- Đền thờ Đức Thánh Trần Hưng Đạo, số 92 Dương Khuê, phường Hiệp Tân, quận Tân Phú, Thành phố Hồ Chí Minh
- Đình Tân Phong, thôn Sào Thượng, xã Lạng Phong, huyện Nho Quan, tỉnh Ninh Bình
- Điện thờ Đức Thánh Trần, thôn Quang Trung, xã Diên Hông, huyện Thanh Miện, tỉnh Hải Dương
- Đền thờ Đức Thánh Trần, thôn Hoàng Sơn, xã Ninh Tiến, thành phố Hoa Lư, tỉnh Ninh Bình
- Đền thờ Đức Thánh Trần, ấp Lai Khê, xã Lai Hưng, huyện Bàu Bàng, tỉnh Bình Dương
- Đền thờ Đức Thánh Trần, đường Nguyễn Ái Quốc, thành phố Biên Hòa, tỉnh Đồng Nai
- Đền thờ Hồi Nguyên Đường, xã Mão Điền, huyện Thuận Thành, tỉnh Bắc Ninh
- Đền thờ Đức Thánh Trần Hưng Đạo, thôn Cao Trung, xã Đức Giang, huyện Hoài Đức, thành phố Hà Nội
- Di tích chùa Đẩu Long, phường Tân Thành, thành phố Hoa Lư, tỉnh Ninh Bình
- Đền thờ Trần Hưng Đạo, số 124 đường Nguyễn Trãi, thành phố Nha Trang, tỉnh Khánh Hòa
- Đền thờ Đức Thánh Trần, số 68 Hạ Long, phường 2, thành phố Vũng Tàu, tỉnh Bà Rịa – Vũng Tàu
- Đền thờ Đức Thánh Trần, thôn Lương Xá, xã Liên Bạt, huyện Ứng Hoà, Tp Hà Nội
- Đền Bắc Lãm (hay còn gọi là Đền Vẽ), làng Bắc Lãm, phường Phú Lương, quận Hà Đông, Thành phố Hà Nội
- Đền Vạn Kiếp (còn gọi là Đền Ông Cảo), nằm ở 102 Nguyễn Du, phường Tự An, thành phố Buôn Ma Thuột, tỉnh Đắk Lắk
- Đền Trần Hưng Đạo gắn với Miếu Vua Bà thuộc quần thể di tích quốc gia đặc biệt Bạch Đằng, thị xã Quảng Yên, Tỉnh Quảng Ninh

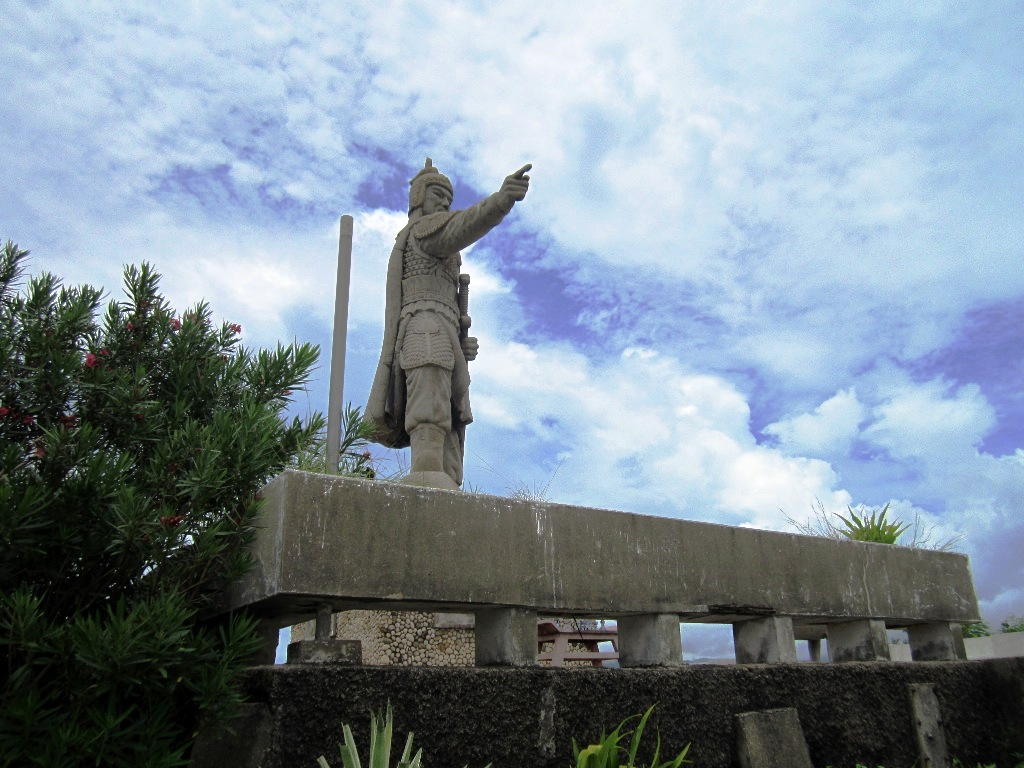
Tượng đài Trần Hưng Đạo nằm trên một ngọn đồi của bán đảo Phương Mai ở Làng chài Hải Minh thuộc phường Hải Cảng, TP Quy Nhơn.

## Câu nói nổi tiếng
| “                                                                   | Bệ hạ chém đầu thần trước rồi hãy hàng | ” |
| — Trả lời thượng hoàng Trần Thánh Tông trong cuộc kháng chiến lần 2 |                                        |   |

| “               | Ta thường tới bữa quên ăn, nửa đêm vỗ gối, ruột đau như cắt, nước mắt đầm đìa; chỉ giận chưa thể xẻ thịt, lột da, nuốt gan, uống máu quân thù; dẫu cho trăm thân này phơi ngoài nội cỏ, nghìn xác này gói trong da ngựa, ta cũng cam lòng. | ” |
| — Hịch tướng sĩ | |   |

| “                                                           | Vua tôi đồng tâm, anh em hòa mục, cả nước góp sức, giặc phải bị bắt. Khoan thư sức dân để làm kế sâu rễ bền gốc, đó là thượng sách giữ nước vậy. | ” |
| — Trả lời Trần Anh Tông về quốc sách giữ nước trước khi mất | |   |

## Sách tham khảo
- Ngô Sĩ Liên, Đại Việt sử ký toàn thư (bản dịch, tập 2). Nhà xuất bản Khoa học xã hội, 1985.
- Trần Trọng Kim, Việt Nam sử lược. Nhà xuất bản Tân Việt, Sài Gòn, 1968.
- Nguyễn Huệ Chi, mục từ "Trần Quốc Tuấn" trong Từ điển văn học (bộ mới). Nhà xuất bản Thế giới, 2004.
- Nguyển Khắc Thuần, Danh tướng Việt Nam (tập 1). Nhà xuất bản Giáo dục, 2006.
- Trịnh Vân Thanh, Thành ngữ điển tích danh nhân từ điển. Nhà xuất bản Hồn thiêng, Sài Gòn, 1966.
- Trần Xuân Sinh (2006), Thuyết Trần, Nhà xuất bản Hải Phòng